# Revestimento do corpo
A forma e o revestimento do corpo dos animais evoluiu, ao longo de milhões de anos permitindo que cada espécie se adaptasse a viver no seu habitat. É por essa razão que existe uma diversidade tão grande de espécies com formas e revestimentos variados.
Estas duas características externas são facilmente observáveis na grande diversidade de animais que existem na Terra.
Designação vulgar do filo dos anelídeos, da classe dos oligoquetas, da ordem dos megadrilos e da família dos Lumbricídeos. A classe dos oligoquetas, ou segundo alguns autores, a dos quetópodes (consideram a designação oligoquetas como uma subclasse), está distribuída por duas mil e quinhentas espéc. A minhoca (Lumbricus terrestris) é um anelídeo subterrâneo de corpo delgado subcilíndrico, deprimido para trás o que permite distinguir a parte anterior. A minhoca é um verme anelado, pois o seu corpo é constituído por cento e cinquenta anéis separados internamente por septos. A minhoca é revestida por uma cutícula de brilho iridiscente, com pequeno número de sedas por segmento. A deslocação é feita devido a movimentos de contração dos músculos longitudinais e a contração dos músculos circulares. O atrito no solo para possibilitar a deslocação deve-se à existência de sedas locomotoras nos anéis.
As suas dimensões variam entre alguns centímetros e os três metros.
Durante o dia as minhocas estão no subsolo onde cavam galerias e vão recolhendo da terra substâncias orgânicas, fundamentalmente detritos vegetais, de que se alimentam.
Feita a digestão, expulsam os detritos que servem de adubo. No verão é necessário escavar profundamente para encontrar minhocas, mas a seguir a uma chuvada, à noite, sobem para o solo.
Todas as minhocas põem ovos quer sejam machos quer sejam fêmeas. Os ovos são colocados no anel de muco segregado com os excrementos.
O anel é abandonado na terra, disseca-se, e nele vão eclodir as minúsculas minhocas.
- A forma esférica ou arredondada - Ouriço-do-mar e Esponja marinha;  O Ouriço-do-mar tem uma forma esférica e simetria radialA Esponja marinha tem forma arredondada e é assimétrica

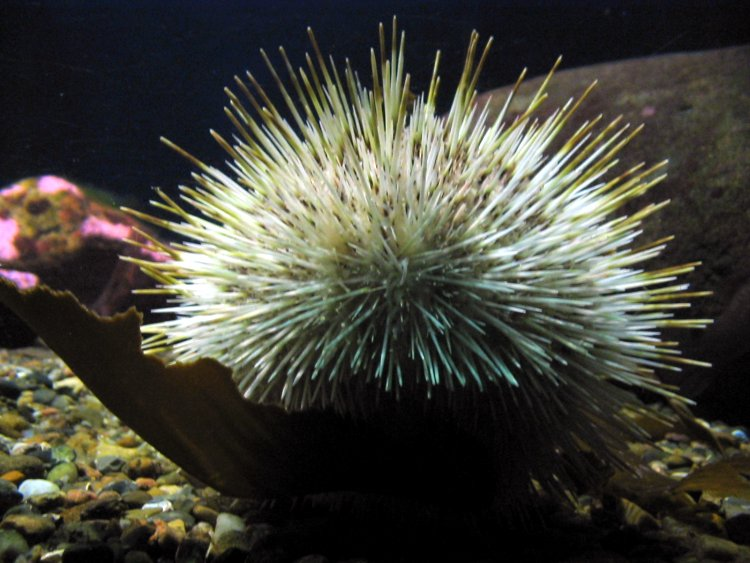
O Ouriço-do-mar tem uma forma esférica e simetria radial

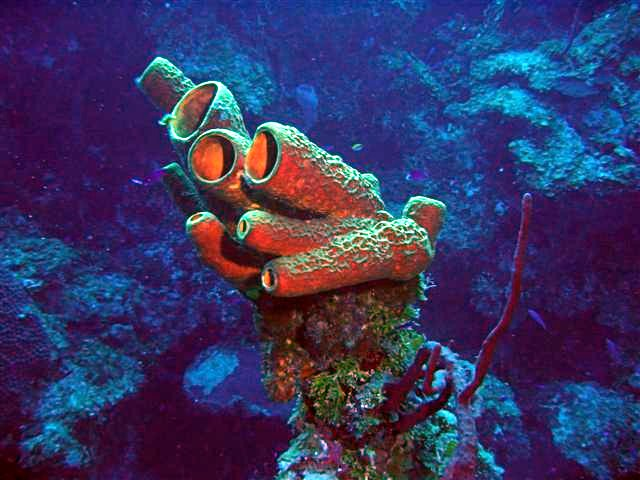
A Esponja marinha tem forma arredondada e é assimétrica

- A forma achatada - Salamandra e CobraA Salamandra tem o corpo alongado e achatado, quatro patas e uma longa cauda. Tem simetria bilateralA Cobra tem o corpo bastante alongado, com forma cilíndrica

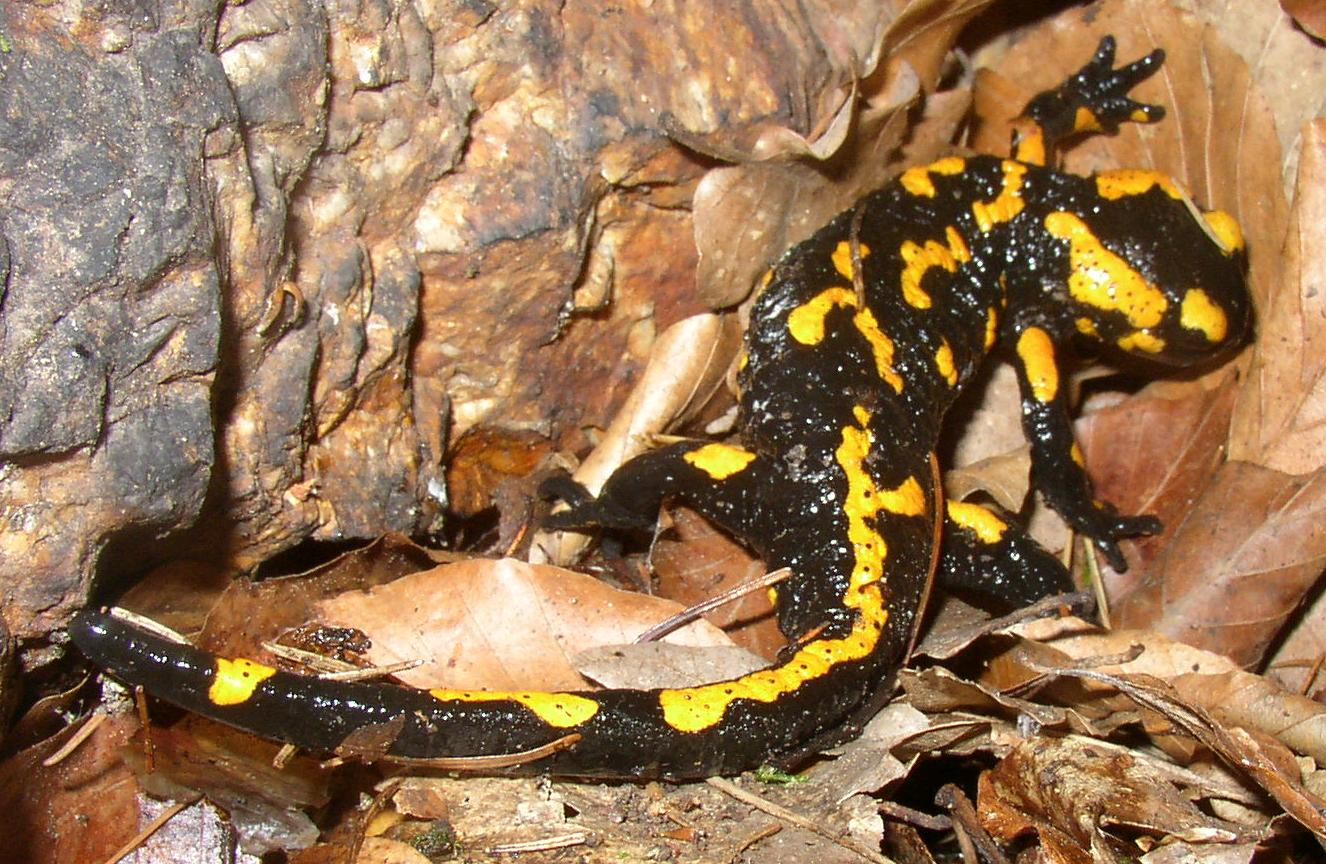
A Salamandra tem o corpo alongado e achatado, quatro patas e uma longa cauda. Tem simetria bilateral

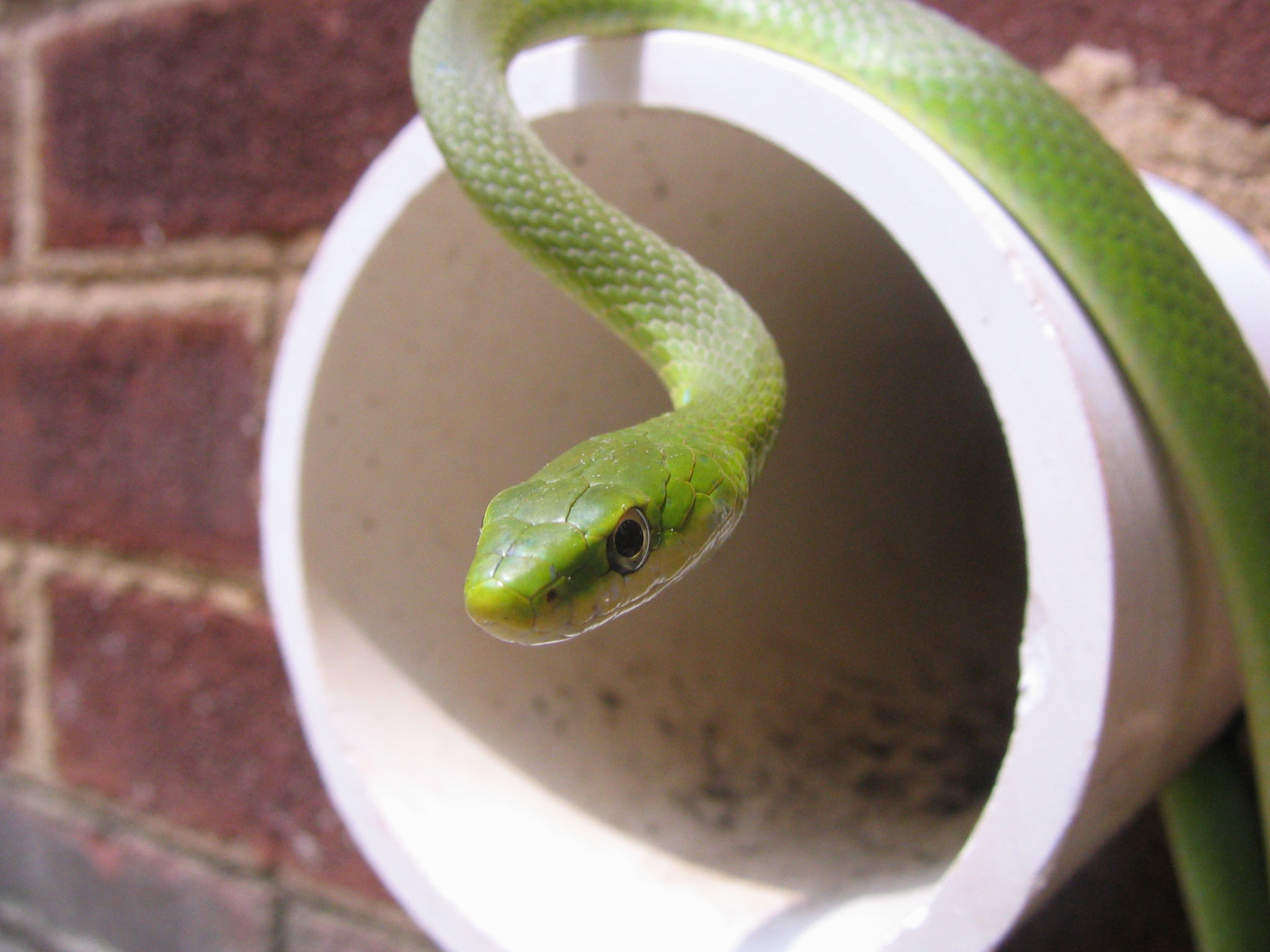
A Cobra tem o corpo bastante alongado, com forma cilíndrica

- A forma hidrodinâmica - Salmão O Salmão é fusiforme. Esta forma, por facilitar o "corte" da água e a sua deslocação neste meio, diz-se hidrodinâmica

- A forma cónica - Cobra

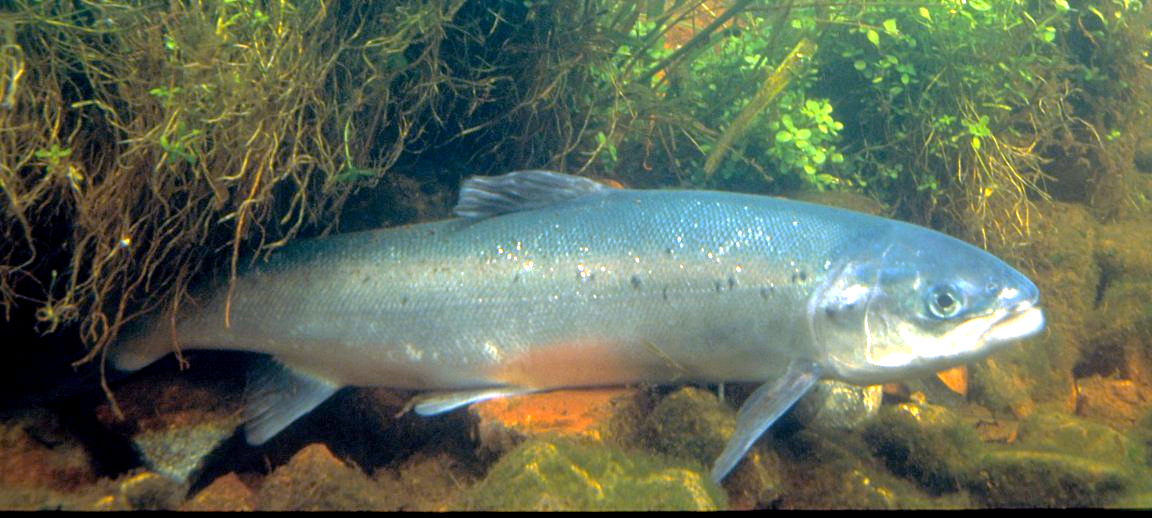
O Salmão é fusiforme. Esta forma, por facilitar o "corte" da água e a sua deslocação neste meio, diz-se hidrodinâmica

- A forma aerodinâmica - Águia A Águia tem grandes e largas asas que durante o voo lhe dão forma aerodinâmica - forma que facilita o "corte" do ar

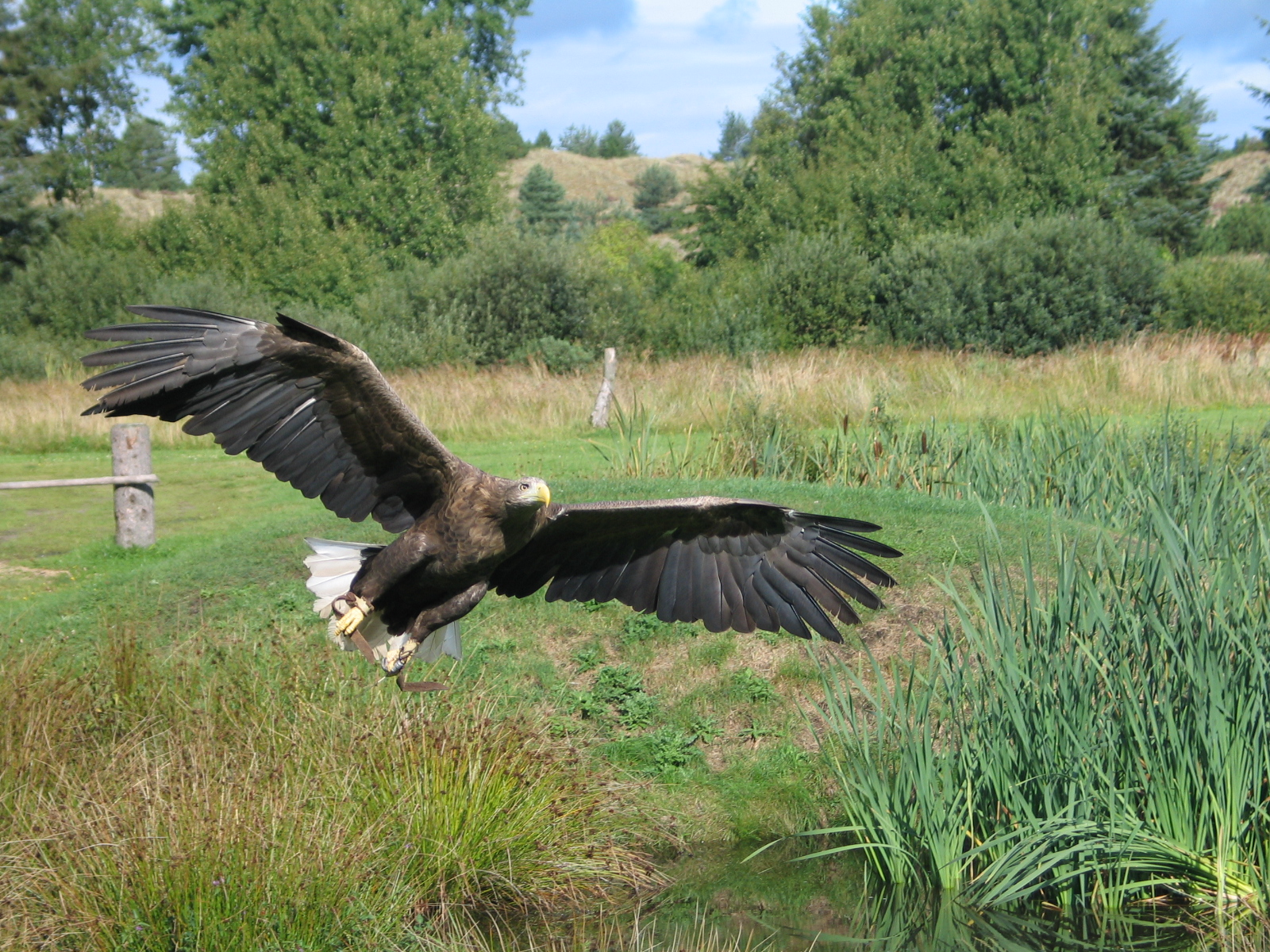
A Águia tem grandes e largas asas que durante o voo lhe dão forma aerodinâmica - forma que facilita o "corte" do ar

Tendo em conta a forma e a distribuição das partes constituintes do corpo dos animais podemos dividi-los, quanto à sua simetria, e três grupos:
- animais com simetria bilateral (salamandra; salmão; cobra e águia), que apresentam uma só forma de divisão do seu corpo em duas partes idênticas;

- animais com simetria radial (ouriço-do-mar e estrela-do-mar), que apresentam mais do que uma forma de divisão do seu corpo em duas partes idênticas;

- animais assimétricos (esponja marinha), que não possuem qualquer forma de divisão do seu corpo.

Nos animais, o tipo de simetria mais frequente é a simetria bilateral, que é apresentada pelos vertebrados e pela maioria dos invertebrados.

## O revestimento do corpo dos animais
- O revestimento dos invertebrados:

- Cutícula - A minhoca e a sanguessuga têm o corpo protegido por uma camada de cutícula fina, resistente e flexível. Esta parece uma camada de verniz e evita a perda de água.
- Quitina - Os insectos têm o corpo protegido por uma substância rígida e resistente - quitina - que forma o exosqueleto.
A quitina é flexível nas articulações para permitir os movimentos do corpo e evita a perda de água.
a quitina não é extensível por isso os animais que a têm sofrem mudas periódicas para poderem crescer.
- Placas calcárias - a estrela-do-mar e o ouriço-do-mar têm o corpo protegido por vária placas calcárias unidas que possuem espinhos móveis. Este tipo de revestimento evita a perda de água.
- Concha Calcária - O caracol e o búzio têm o corpo protegido por uma concha calcária formada por uma só peça - concha univalve. O mexilhão e a amêijoa têm o corpo protegido por uma concha calcária formada por duas peças - concha bivalve. A concha calcária é um revestimento muito duro e resistente, que serve de abrigo e impede a perda excessiva de água.m
- Carapaça - A sapateira e a lagosta têm o corpo protegido por quitina com substâncias calcárias formando um exosqueleto muito duro, chamado crusta ou carapaça, que evita a perda de água. Tal como a quitina, a carapaça é flexível nas articulações mas não é extensível, logo, os animais, que têm carapaça sofrem mudas de crescimento periódicas.
- O revestimento dos vertebrados:

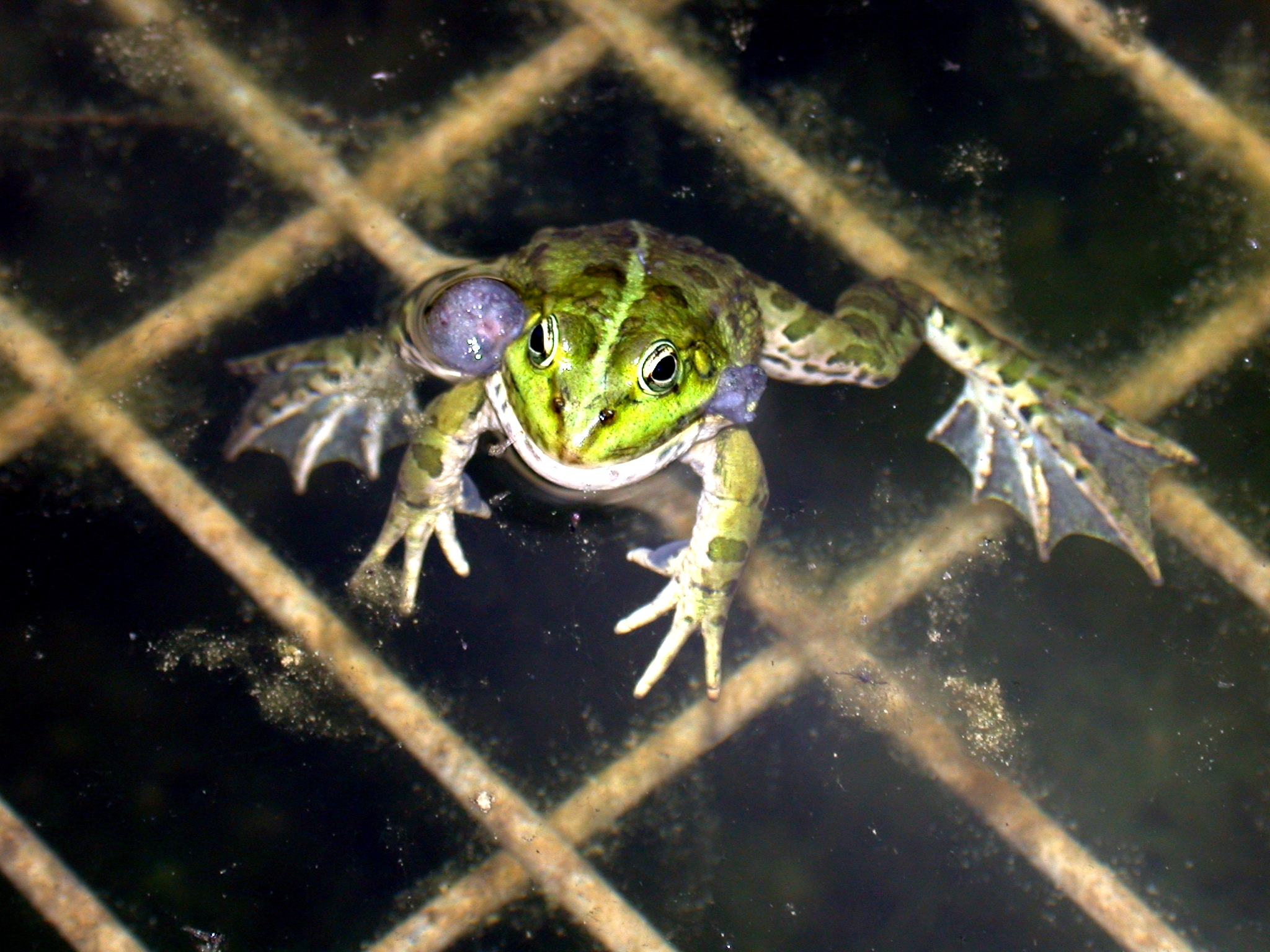
A rã tem revestimento de pele nua

- Pele nua - Os anfíbios, como a rã, o tritão e a salamandra, não têm qualquer tipo de revestimento do corpo estando este coberto por pele nua - pele que não possui qualquer tipo de formação protectora. A pele da maior parte dos anfíbios é fina, húmida e escorregadia, pois possui glândulas que produzem um líquido pegajoso. A pele nua não protege o corpo da temperatura exterior - não é isoladora térmica - e não evita a perda excessiva de água. 
- Pele com escamas - A maior parte dos peixes têm o corpo protegido por escamas que estão fixas na zona profunda da pele. As escamas profundas são independentes umas das outras e crescem ao mesmo tempo que o corpo do peixe. Na pele dos peixes é produzido um líquido viscoso que torna as escamas escorregadias.
Os répteis têm o corpo protegido por escamas que estão fixas na zona superficial da pele. Estas escamas superficiais estão ligadas umas às outras e não crescem. Por isso, os répteis sofrem mudas de crescimento periódicas. Os répteis têm escamas ásperas e secas. As escamas não protegem o corpo da temperatura exterior - não são isoladoras térmicas'.
- Pele com penas - As aves têm o corpo protegido por penas que estão fixas na zona profunda da pele. As penas constituem uma boa protecção contra as variações da temperatura do meio, ajudando a manter a temperatura do corpo constante - são bons isoladores térmicos. Nas aves voadoras, as penas facilitam o voo, porque resistem à passagem do ar. As penas das asas e da cauda intrevêm na orientação do voo. Nas aves aquáticas, as penas evitam a passagem da água até elas, pois estão cobertas por uma substância gordurosa - são impermeáveis.

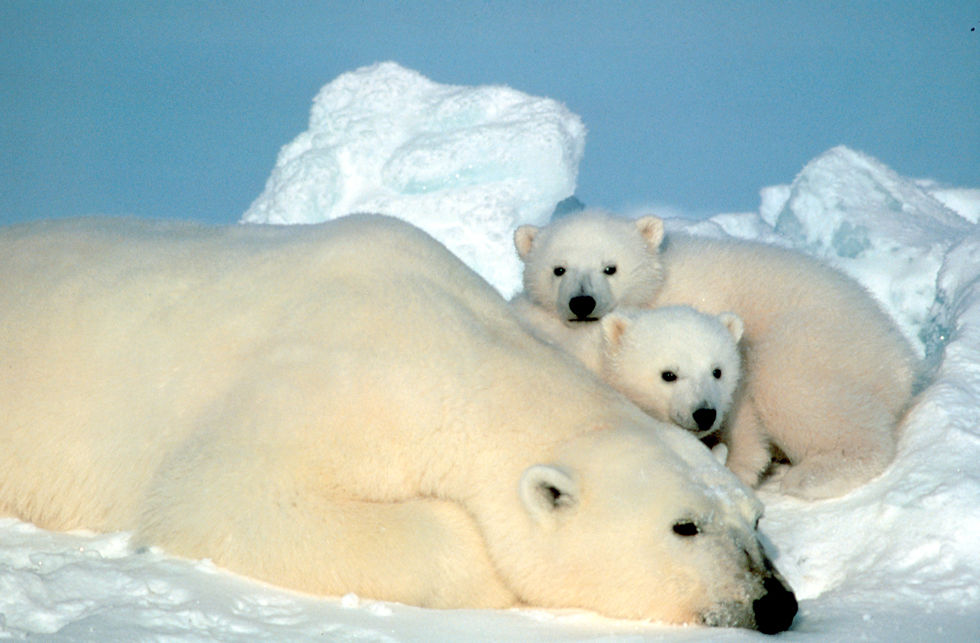
O revestimento de pêlo ajuda os ursos polares a sobreviverem em climas muito rigorosos

Os animais vertebrados têm corpo revestido por pele - camada constituída pela derme e epiderme